# إيدا برون
إيدا برون (بالدنماركية: Ida Brun) هي مغنية وراقصة باليه وفنانة صامتة وممثلة دنماركية، ولدت في 20 سبتمبر 1792، وتوفيت في 23 نوفمبر 1857.